# Радослав Комитов
Радослав Пламенов Комитов е български футболист. От юни 2011 г. е играч на ПФК Светкавица (Търговище).

## Биография
Роден е на 14 декември 1977 г. Висок е 179 см и тежи 63 кг. Играл е като защитник и дефанзивен полузащитник за Етър, Локомотив (Горна Оряховица), Спартак (Плевен), Свиленград, Шумен, Светкавица, Оберхаузен (Германия) и ПФК Лудогорец 1945 (Разград). Носител на Купата на ПФЛ през 1995 г. с Етър. Има 12 мача за младежкия национален отбор. През 2019 г. поема втория тим на ПФК Лудогорец (Разград) II, който се състезава във Втора Лига.

## Статистика по сезони
- Етър – 1995/пр. - A група, 4 мача/0 гола
- Етър – 1995/96 - A група, 16/1
- Локомотив (ГО) – 1996/97 - Б група, 23/1
- Етър – 1997/98 - A група, 25/1
- Етър – 1998/99 - Б група, 28/0
- Оберхаузен – 1999/00 - Втора Бундеслига, 14/1
- Спартак (Пл) – 2001/пр. - Б група, 14/0
- Свиленград – 2002/пр. - Б група, 12/1
- Шумен – 2003/пр. - В група, 9/0
- Шумен – 2003/04 - Б група, 25/1
- Светкавица – 2004/05 - Б група, 27/4
- Светкавица – 2005/06 - Б група, 24/2
- ПФК Лудогорец 1945 (Разград) – 2010/11 – 9/1
- Светкавица – 2011